# Lovsjön
Lovsjön är en 0,7 km² stor sjö i Småland söder om Jönköping belägen 206 meter över havet Sjön är en populär badsjö bland invånarna i de närliggande områdena Barnarp, Odensjö, Lovsjö och Lovsjö fritidsområde samt för förbipasserande turister.
Lovsjöbadens Camping ligger på västra sidan om sjöns kant.

## Delavrinningsområde
Lovsjön ingår i delavrinningsområde (639914-140156) som SMHI kallar för Mynnar i Tabergsån. Delavrinningsområdets medelhöjd är 202 meter över havet och ytan är 33,65 kvadratkilometer. Det finns ett delavrinningsområde uppströms, och räknas det in blir den ackumulerade arean 73,54 kvadratkilometer. Lillån som avvattnar delavrinningsområdets har biflödesordning 3, vilket innebär vattnet flödar genom totalt 3 vattendrag innan det når havet efter 220 kilometer. Delavrinningsområdet består mestadels av skog (53 procent) och jordbruk (16 procent). Avrinningsområdet har 0,99 kvadratkilometer vattenytor vilket ger avrinningsområdet en sjöprocent på 2,9 procent. Bebyggelsen i området täcker en yta av 4,23 kvadratkilometer eller 13 procent av avrinningsområdet.

## Galleri

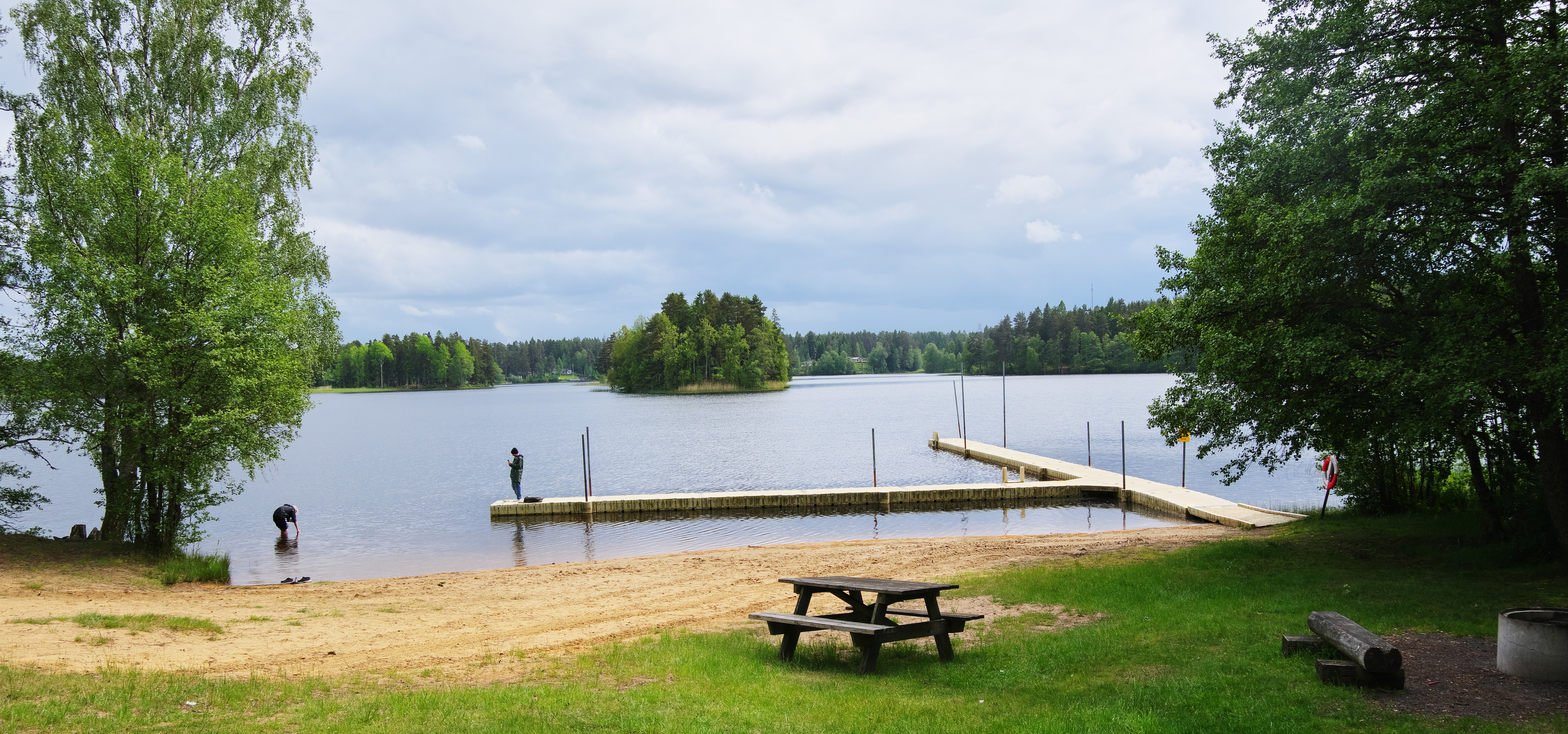
Lovsjöbatet i sjöns norra ända.
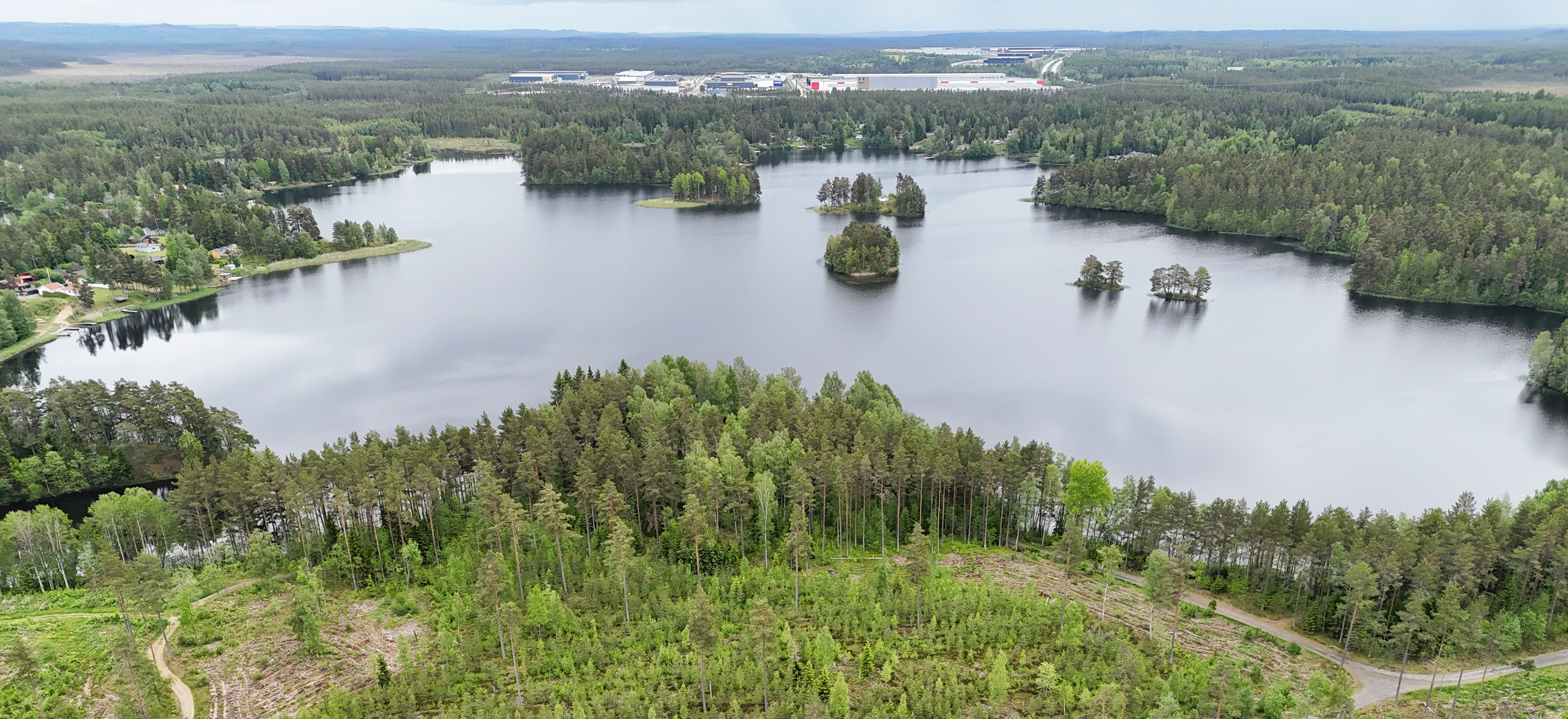
Översiktsbild åt söder.
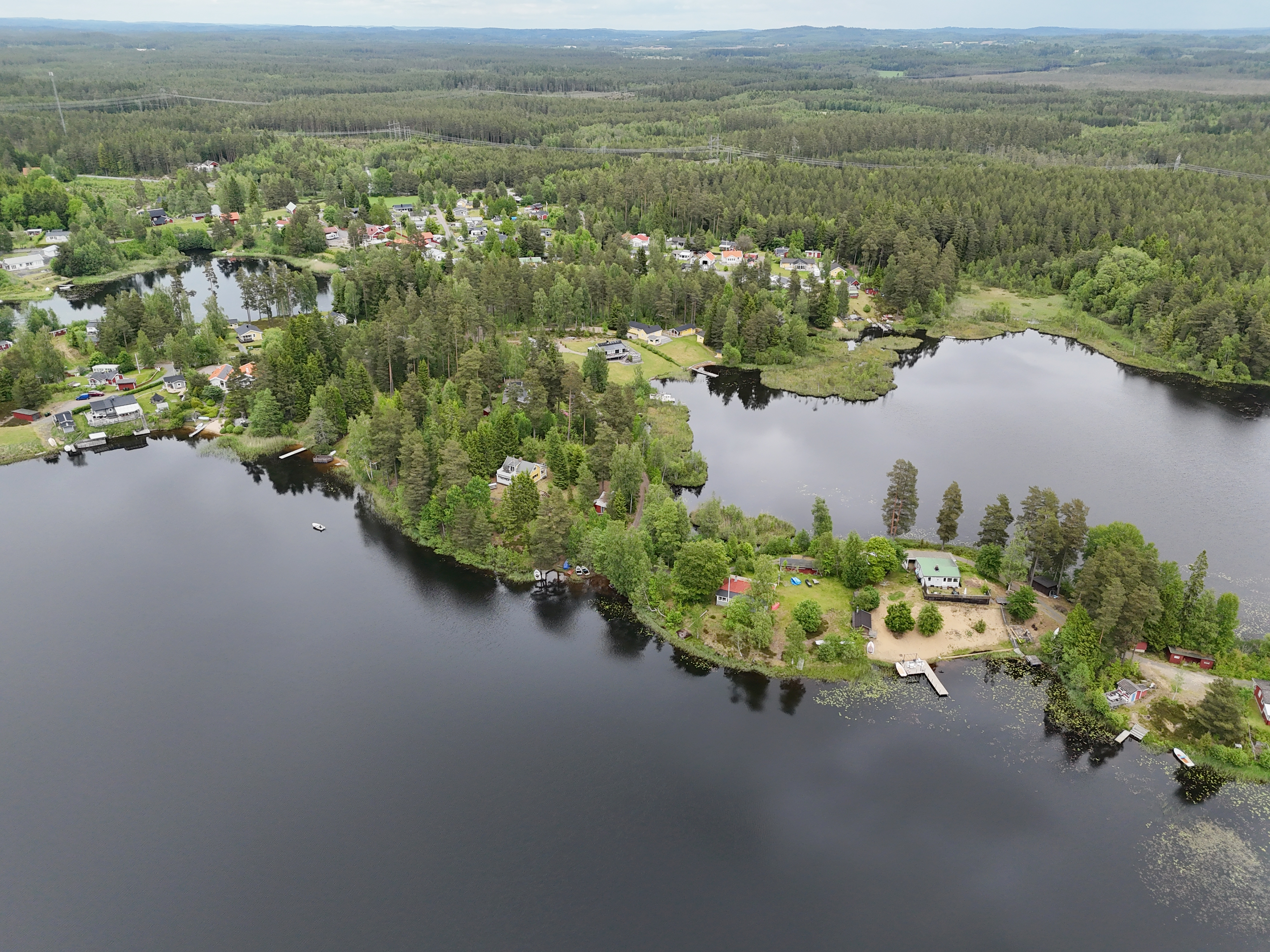
Vy åt sydost mot Konungsö kvarn och sjöns inflöde Ubbarpaån.
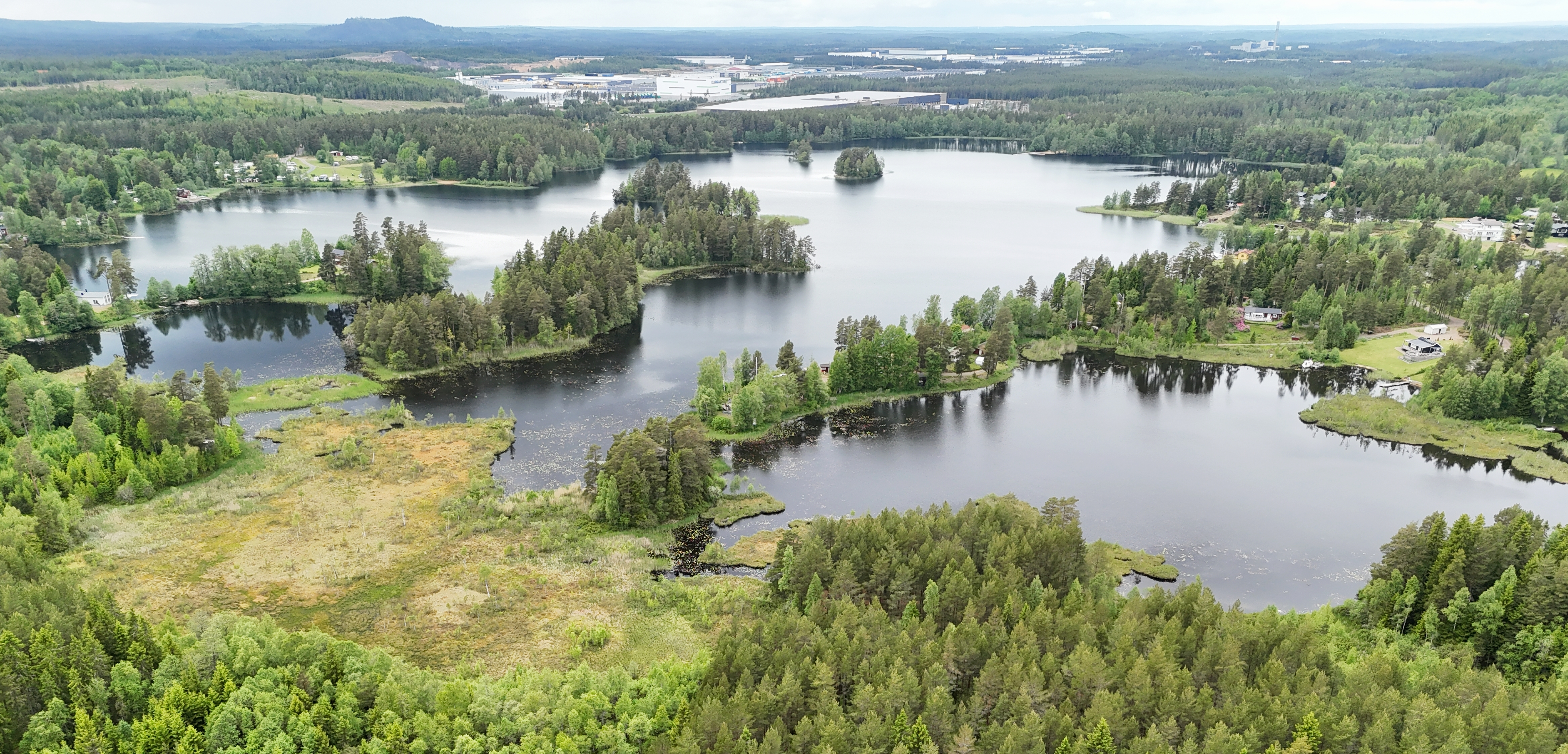
Vy år norr. I bortom sjön syns utkanterna av Jönköping med ett logistikcentrum.
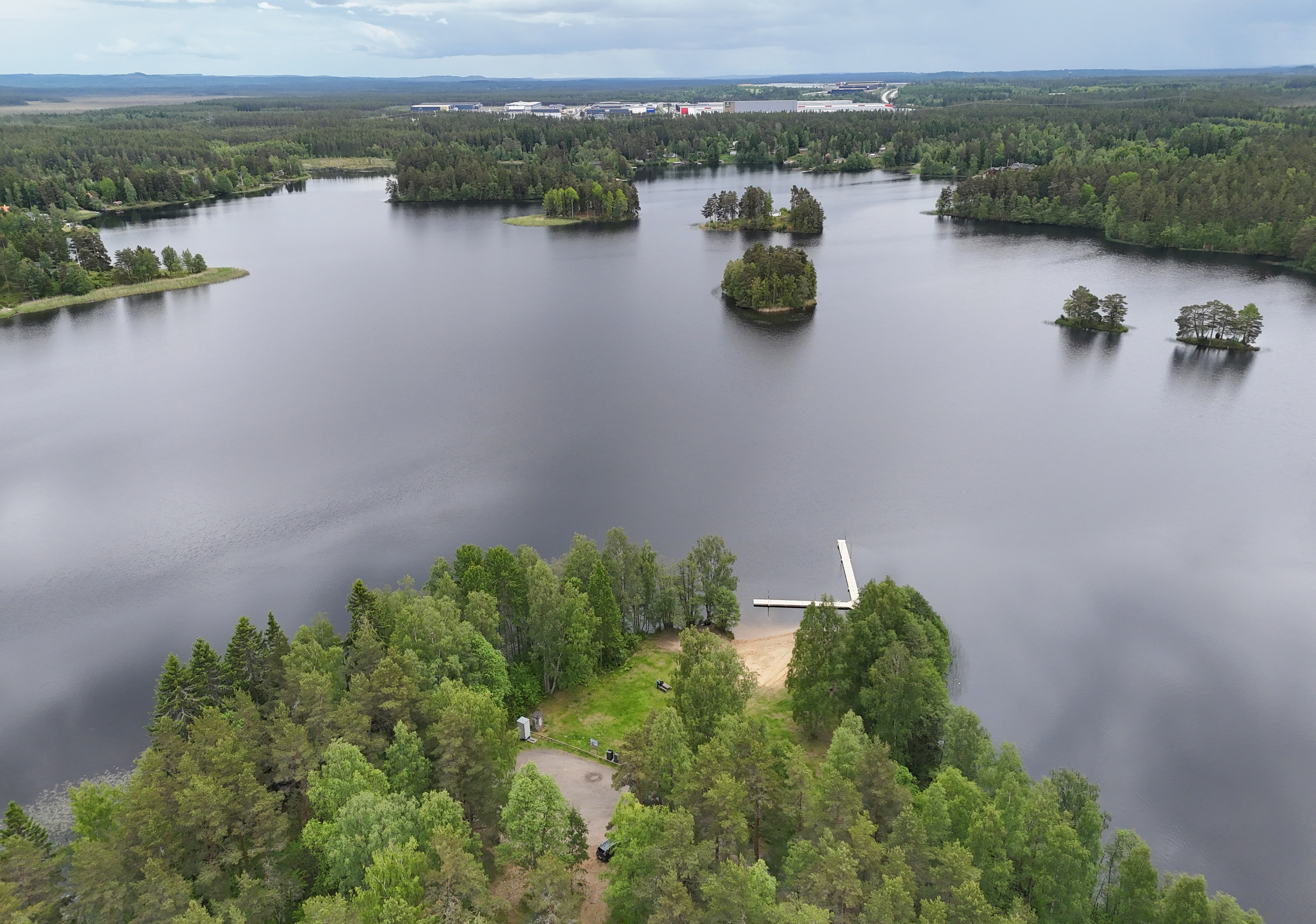
Badplatsen.